# Yamada
Yamada (山田町, Yamada-machi) é uma cidade japonesa localizada na Prefeitura de Iwate. Em 1 de Maio de 2020, a cidade tinha a população estimada em 15.195 habitantes, com uma densidade populacional de 58 pessoas por km², em 6.554 domicílios.  A área total da cidade é de 262,81 km².

## Geografia
Yamada está localizada na região costeira de ria, região central da província de Iwate, de frente para o Oceano Pacífico na parte norte da Baía de Funakoshi e da Baía de Yamada. Os rios Sekiguchi e Ogasa desembocam na baía de Yamada, e o porto de Yamada está localizado no sul da foz do rio Sekiguchi, tendo nas proximidades estações de trem; escritórios governamentais; hospitais e etc. Partes da cidade estão dentro dos limites do Parque Nacional Sanriku Fukkō .

## Municípios vizinhos
Prefeitura de Iwate
- Miyako
- Ōtsuchi

## Clima
Yamada tem um clima oceânico (Köppen Cfb ) caracterizado por verões amenos e invernos frios. A temperatura média anual em Yamada é 9.2 ° C. A precipitação média anual é de 1415 mm sendo setembro o mês mais chuvoso e fevereiro o mês mais seco. A temperatura média do mês de Agosto, o mês mais quente do ano, é de 21,6. ° C, e o mais baixo em janeiro, em torno de -1,8 ° C.

## Demografia
De acordo com os dados do censo japonês, a população de Yamada diminuiu nos últimos 60 anos.

## História
A área da atual Yamada fazia parte da antiga província de Mutsu, com muitos vestígios do período Jomon e do período Kofun . No período Heian, foi dominado pelo clã Abe e pelo Fujiwara do Norte . Foi dominado pelo clã Nanbu do período Kamakura . Fazia parte do Domínio Morioka sob o shogunato Tokugawa durante o período Edo . Yamada foi o local do Incidente Breskens de 1643, onde o navio holandês Breskens, parte da expedição De Vries, fez duas visitas não autorizadas a Yamada e foi capturado pelas autoridades japonesas.
Com o estabelecimento do sistema municipal moderno no período Meiji, a cidade de Yamada foi criada no distrito de Higashihei em 1º de abril de 1889. O distrito de Higashihei foi incorporado ao distrito de Minamihei em 29 de março de 1896. Em 1º de março de 1955, Yamada anexou as aldeias vizinhas de Funakoshi, Orikada, Osawa e Toyomane para alcançar suas fronteiras atuais.
Após o terremoto Tōhoku em março de 2011, a cidade ficou parcialmente submersa pelo tsunami.

## Governo
Yamada tem uma forma de governo de conselho municipal com um prefeito eleito diretamente e um conselho municipal unicameral de 14 membros. Yamada, junto com a cidade de Miyako, a cidade de Iwaizumi e as aldeias de Fudai e Tanohata, contribui coletivamente com três assentos para a legislatura da Prefeitura de Iwate. Em termos de política nacional, a cidade faz parte do 2º distrito de Iwate da Câmara Baixa da Dieta Japonesa .

## Economia
A economia local é fortemente baseada na pesca comercial . No início do século 20, a cidade tinha um famoso porto baleeiro.

## Educação
Yamada tem nove escolas primárias públicas e duas escolas secundárias públicas administradas pelo governo da cidade e uma escola secundária pública administrada pelo Conselho de Educação da Prefeitura de Iwate.

## Transporte

### Ferrovias
Sanriku Railway - Linha Rias
- Toyomane - Rikuchū-Yamada - Orikasa - Iwate-Funakoshi

### Rodovia
- Sanriku Expressway
- Rota Nacional 45

## Cidades Irmãs
- Netherlands – Zeist, desde 13 de maio de 2000[6]

## Pessoas notáveis de Yamada
- Zenkō Suzuki, ex-primeiro-ministro

## Ligações externos
- Site oficial (em japonês)